# خانواده رؤیایی من باش
خانواده رؤیایی من باش (انگلیسی: Be My Dream Family؛️ کره‌ای: 속아도 꿈결) یک مجموعه تلویزیونی محصول کره جنوبی سال ۲۰۲۱ با بازی چوی جونگ وو، وانگ جی هه، هام اون جونگ و جو دا یونگ است. این مجموعه به کارگردانی کیم جونگ گیو و به نویسندگی یو میونگ جه است و داستان آن حول محور دو خانواده متفاوت از لحاظ فرهنگی می‌چرخد که با ازدواج مجدد والدینشان یکی می‌شوند. این درام روزانه از ۲۹ مارس تا ۱ اکتبر ۲۰۲۱، در روزهای هفته ساعت ۲۰:۳۰ (کی‌اس‌تی) از کی‌بی‌اس۱ برای ۱۲۰ قسمت پخش شد.